# Слава Сиханоувонг
Слава Сиханоувонг (лаос. ສະຫວັນນະເຂດ, романизовано Slava Sihanouvong; Вијентијан, 1. октобар 1999) лаоски је пливач чија специјалност су спринтерске трке прсним и делфин стилом. Вишеструки је национални првак и рекордер у великим и малим базенима и учесник светских првенстава.

## Спортска каријера
На међународној сцени је дебитовао у Дохи 2014, на светском првенству у малим базенима.
Наступио је и на светским првенствима у великим базенима у Будимпешти 2017. (77. место на 50 делфин и 69. на 50 прсно) и Квангџуу 2019. (88. на 50 делфин и 64. место на 50 прсно).